# Juan Ignacio Blanco

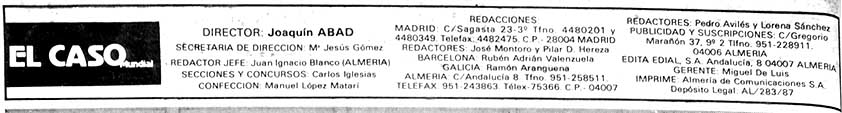
Mancheta editorial del número de 2 de enero de 1988 de El Caso Mundial, tras el traslado a Almería de la redacción y con Juan Ignacio Blanco como redactor jefe.

Juan Ignacio Blanco Durán (Madrid, 25 de marzo de 1956-San Lorenzo de El Escorial, 3 de julio de 2019) fue un periodista español y experto en crónica negra de su país. 

## Biografía
Inició su carrera profesional como reportero de sucesos en El Caso. Tras varios años cayendo en ventas tras la salida de sus más conocidos redactores, el semanario deja de publicarse en 1987. El director del mismo, Joaquín Abad, a raíz del hueco dejado en la crónica de sucesos, funda El Caso Mundial. De temática similar y con algunos de los redactores del anterior semanario, se publicará hasta 1997. La impresión del nuevo semanario se realizaba en Almería, a donde Juan Ignacio Blanco se traslada de acuerdo a su puesto como redactor jefe. Poco tiempo después abandona la redacción del semanario por desacuerdos con el director Joaquín Abad por la publicación de algunos reportajes, aunque el propio Juan Ignacio Blanco confiesa que pudo estar motivado por su adicción al alcohol en aquellos años.
A partir de 1988, presentó el espacio El callejón de las sombras, en Antena 3 Radio dentro del programa Viva la tarde de Miguel Ángel García Juez. Tras la compra por parte del Grupo Prisa de dicha emisora y el posterior desmantelamiento de esta, Juan Ignacio se une a lo largo de 1994 al proyecto de Radio Voz, emisora que incorporó alguno de los locutores de la anterior Antena 3 Radio. En Radio Voz presentó el espacio La voz de las sombras dentro del programa Viva la voz de Miguel Ángel García Juez entre 1994 y 1995. A partir de 1995 forma parte del equipo del programa Esta noche cruzamos el Mississippi en el que Juan Ignacio Blanco trataba casos de crónica negra en un espacio como parte del late night show.

### El caso Alcácer
En los años 90 destaca la gran presencia mediática de Juan Ignacio Blanco como colaborador en varias publicaciones y cadenas de televisión. Sus más conocidas intervenciones fueron a raíz del triple crimen de Alcácer (Valencia). El 13 de noviembre de 1992 tres amigas de 14 y 15 años desaparecieron sin dejar rastro. Diversos medios de comunicación realizaron una gran cobertura alcanzando un gran interés en la opinión pública y provocando críticas contra los responsables de la investigación durante el proceso de búsqueda. Los cuerpos sin vida de las jóvenes fueron localizados el 27 de enero de 1993 en una zona despoblada de monte bajo a unos kilómetros de Alcácer y, con base en las pruebas encontradas, poco después fue imputado Miguel Ricart como coautor del asesinato de las jóvenes junto con Antonio Anglés. Tras la renovación por Telecinco de Esta noche cruzamos el Mississippi en el verano de 1996 se analiza desde la productora el tratar el triple crimen de Alcácer en el programa y se le encarga a Juan Ignacio Blanco el contactar con Fernando García, padre de una de las jóvenes asesinadas, y que ya entonces albergaba sospechas sobre los presuntos autores de la muerte de su hija. Previo a la apertura del juicio oral, Juan Ignacio Blanco en compañía de Fernando García asistieron asiduamente a Esta noche cruzamos el Mississippi y, tras el inicio de las sesiones, a El Juí d'Alcàsser en la cadena autonómica Canal 9. En estos dos programas ambos expusieron a lo largo del tiempo una teoría de la conspiración, elaborada a partir de los agujeros de la investigación judicial, en la cual personas de altas instancias de la política y la sociedad española formaban una red de pederastia de la que las tres jóvenes fueron víctimas y cuyos presuntos secuestradores y asesinos, Miguel Ricart y Antonio Anglés, eran unos meros cabezas de turco."
En la misma semana de apertura del juicio oral el semanario Interviú publica un reportaje que desmonta parcialmente la teoría de la conspiración defendida por Fernando García y Juan Ignacio Blanco. El origen de la trama se encontraría en una venganza ante los resultados de un negocio urbanístico que resultó mal. En dicho reportaje, luego confirmado por el propio Juan Ignacio Blanco ante el juez en las numerosas querellas por difamación, el ginecólogo Ángel Sopeña se puso en contacto con Juan Ignacio Blanco revelando la existencia de una red de pederastia con integrantes de la alta sociedad y la política española vinculada al partido socialista, en el momento de los asesinatos al frente del gobierno de España pero cuya imagen pública se encontraba muy debilitada debido a varios escándalos de corrupción y a la financiación de actividades de terrorismo de Estado contra los integrantes de la banda terrorista ETA. Este grupo sería llamado el clan de La Moraleja por el barrio exclusivo donde se encontraban las viviendas de los miembros de la red. Para asegurarse la constitución de la trama, de manera independiente el empresario José Moisés Domínguez contacta con Fernando García revelando un relato similar. Para darle un toque de verosimilitud se incorporan detalles de un caso descubierto recientemente en Bélgica de secuestro, tortura y asesinato de varias niñas y adolescentes que el violador reincidente Marc Dutroux grabó en vídeo. Además, pocos meses antes se estrena la película Tesis del realizador Alejandro Amenábar, cuya trama se basa en la existencia de un mercado irregular de vídeos que contienen torturas y asesinatos reales, popularizando así el término video snuff. Ni Fernando García, ni Juan Ignacio Blanco lograron aportar pruebas que permitiesen comprobar la existencia del clan de La Moraleja o de una red de pederastia constituida por personas de la alta sociedad española.
En mayo de 1998, unos meses después de la sentencia del crimen de Alcácer, Juan Ignacio Blanco escribe y autoedita el libro ¿Qué pasó en Alcácer? en una editorial creada al efecto y cuya administradora única era su esposa. En el libro argumenta su hipótesis de los asesinatos de acuerdo a la teoría de la conspiración desarrollada en los programas de televisión. Una de los familiares de las víctimas denunció la publicación del libro por incluir imágenes de la autopsia de una de las víctimas sin su consentimiento. El libro finalmente fue secuestrado judicialmente en agosto de 1998. A consecuencia de sus declaraciones en los medios de comunicación Juan Ignacio Blanco se ve envuelto en varios procesos judiciales junto con Fernando García, acusados de injurias y calumnias hacía los responsables de la investigación judicial de las tres jóvenes en Alcácer, resultando ambos condenados en todos estos procesos. En el año 2009 se dicta sentencia en donde se condena a Juan Ignacio a un año y cuatro meses de cárcel y a pagar indemnizaciones. Radio Televisión Valenciana, dueña de Canal 9, queda como responsable civil subsidiaria al pago de las indemnizaciones. En 2012, a Juan Ignacio Blanco se le denuncia por filtrar fotos de las autopsias de las jóvenes de Alcácer en internet, si bien fue absuelto por falta de pruebas.
A raíz del reportaje Alcácer, vidas marcadas, producido por Canal 9 y emitido en varias cadenas de televisión autonómicas en 2002, Fernando García es denunciado e investigado judicialmente por la creación de una fundación a raíz de los crímenes, que en realidad derivó en una vía de lucro personal. Bautizada como Fundación "Niñas de Alcácer", se presenta en rueda de prensa poco antes de la apertura de juicio oral contra Miguel Ricart, pero una de las familiares se opone a la utilización del nombre de una de las jóvenes asesinadas. A raíz de esta oposición, se niega la inscripción de la fundación, lo que no impide que se siga recaudando dinero. Juan Ignacio Blanco, en calidad de secretario de la fundación ficticia, como figura activa en la recaudación de dinero y como autor del libro secuestrado ¿Qué pasó en Alcácer?, financiado con dinero de la fundación, también se ve implicado en la investigación judicial. Las pesquisas revelan que el dinero no se emplea para los fines anunciados por Fernando García en la presentación en público de la fundación pero el juez instructor no logra determinar el delito de enriquecimiento ilícito, y finalmente procede al sobreseimiento del caso. Sin embargo, las reputaciones de Fernando García y de Juan Ignacio Blanco se ven gravemente afectadas en el pueblo de Alcácer, testigo del elevado tren de vida de ambos tras el juicio.
El 14 de junio de 2019 se estrena en la plataforma Netflix para todo el mundo una serie documental titulada El caso Alcàsser y dirigida por Ramón Campos y Elías León Siminiani. Los creadores del documental se entrevistaron con Juan Ignacio Blanco en diciembre de 2017 con motivo de incluir su testimonio en la serie documental. En la entrevista se reafirma en su teoría de la existencia de una trama constituida por personas de la alta política española responsables del asesinato tras tortura de las jóvenes de Alcácer y de tener en posesión un video snuff que registra estos hechos. En el documental se revelan versiones contradictorias entre Juan Ignacio Blanco, Fernando García, como supuesto testigo del vídeo, y fuentes de la parroquia donde supuestamente se entregó este material que ponen en duda la existencia de la cinta. Pese a la petición del equipo de la serie, Juan Ignacio Blanco no cede este supuesto material. Tras el fallecimiento de Juan Ignacio Blanco, la viuda de este, María del Carmen Albert del Castillo, y Fernando García conceden sendas entrevistas al programa de televisión Cuarto Milenio en el que dan una nueva versión del origen de la cinta y su destino. María del Carmen Albert, pese a ser administradora única de la editorial en el que Juan Ignacio autopublicó su libro y condenada como responsable al secuestro del mismo, niega cualquier vinculación con el caso. Por su parte Fernando García afirma la existencia de la cinta pero cuyo contenido desconoce.

### Bases de datos sobre criminales y ejecuciones
En los últimos años Juan Ignacio dirigió Murderpedia.org, un proyecto que reúne más de 6.500 fichas sobre asesinos de todo el mundo. Asimismo, fue el director de DeathPenaltyUSA.org, una base datos sobre las ejecuciones llevadas a cabo en Estados Unidos a lo largo de su historia. En octubre de 2015 puso en marcha la web Criminalia.es, una base de datos en español de casos criminales alrededor del mundo.[cita requerida]

## Fallecimiento
En 2015 se le diagnosticó cáncer de colon que acabó produciendo metástasis. En los últimos meses recibió cuidados paliativos hasta su fallecimiento el 3 de julio de 2019, a los 63 años de edad. Fue incinerado al día siguiente en la localidad madrileña de San Lorenzo de El Escorial.